# Citeerwet
De citeerwet (Latijn: lex citandi) was een onderdeel van een op 7 november 426 door keizer Valentinianus III in het Romeinse Rijk uitgevaardigde keizerlijke constitutie, overgenomen in de rechtsverzameling van Keizer Theodosius II in 438 en de eerste versie van de Codex Justinianus in 529.
De citeerwet is onder andere te vinden in constitutie 3, titel 4, boek 1 van de Codex Theodosianus (C. Theod. 1, 4, 3) en luidde:

Impp. Theodosius et Valentinianus aa. ad senatum urbis Romae. Post alia: Papiniani, Pauli, Gaii, Ulpiani atque Modestini scripta universa firmamus ita, ut Gaium quae Paulum, Ulpianum et cunctos comitetur auctoritas, lectionesque ex omni eius opere recitentur. Eorum quoque scientiam, quorum tractatus atque sententias praedicti omnes suis operibus miscuerunt, ratam esse censemus, ut Scaevolae, Sabini, Iuliani atque Marcelli, omniumque, quos illi celebrarunt, si tamen eorum libri, propter antiquitatis incertum, codicum collatione firmentur. Ubi autem diversae sententiae proferuntur, potior numerus vincat auctorum, vel, si numerus aequalis sit, eius partis praecedat auctoritas, in qua excellentis ingenii vir Papinianus emineat, qui, ut singulos vincit, ita cedit duobus. Notas etiam Pauli atque Ulpiani in Papiniani corpus factas, sicut dudum statutum est, praecipimus infirmari. Ubi autem pares eorum sententiae recitantur, quorum par censetur auctoritas, quod sequi debeat, eligat moderatio iudicantis. Pauli quoque sententias semper valere praecipimus etc. Dat. VIII. id. nov. Ravenna, dd. nn. Theodosius XII. et Valentinianus ii. aa. coss.
Wij verlenen rechtskracht aan alle geschriften van Papinianus, Paulus, Gaius, Ulpianus en Modestinus, zodat Gaius hetzelfde gezag deelachtig zij als Paulus, Uplianus en de anderen en passages uit zijn gehele oeuvre kunnen worden aangehaald. Wij achten het juist dat ook de wetenschappelijke meningen van juristen, wier verhandelingen en opinies alle voornoemde rechtsgeleerden in hun werk hebben opgenomen - zoals Scaevola, Sabinus, Iulianus, Marcellus en alle anderen, op wie voornoemden herhaaldelijk een beroep hebben gedaan, rechtsgeldig zijn, onder voorbehoud echter, dat op grond van de onzekerheid als gevolg van hun afstamming uit de oude tijd de echtheid van hun boeken door vergelijking van de codices buiten twijfel gesteld wordt.
— 

Met de citeerwet werd autoriteit toegekend aan de juristen Papinianus, Paulus, Ulpianus, Modestinus en (postuum) Gaius, enkele van de meest vooraanstande juristen uit de klassieke periode. Op deze manier werd gepoogd enige regels te geven voor het gebruik van de juristengeschriften (ius), wat in het Romeinse Rijk gold als een officiële bron van recht. Rechters mochten bij het nemen van beslissingen slechts nog citeren uit geschriften van de vijf genoemde auteurs, of van andere auteurs voor zover zij door een van de vijf auteurs genoemd werden en hun geschriften door vergelijking op echtheid konden worden gecontroleerd. Verschilden de vijf juristen van mening, dan moest de rechter de meerderheid volgen. Was die meerderheid er niet, dan gold de mening van Papinianus als hoogste autoriteit en pas als hij zich niet over het vraagstuk uitliet mocht de rechter zelf de knoop doorhakken. Rechtsgeschiedenisgeleerde Alan Watson commenteert deze regeling in 1970 als volgt: "This Law of Citations marks a low point of Roman jurisprudence, since [it declares] the correct opinion is to be found by counting heads, not by choosing the best solution". Ook de opvattingen van modernere juristen mochten worden gebruikt voor rechtsvinding, mits deze werd gedeeld door minstens twee andere juristen.
De citeerwet heeft gegolden tot 30 december 533. Op die datum kregen geslecteerde werken van rechtsgeleerden, waaronder van de juristen uit de Citeerwet, als Digesten kracht van wel onder keizer Justinianus I, als onderdeel van het Corpus Iuris Civilus. Daarmee verloor het ius zijn status als onafhankelijke rechtsbron, het was geïncorporeerd in het keizerrecht. Dat betekende echter niet dat juristen en filosofen ophielden wetten, rechtspraak en rechtsbeginselen te bediscussiëren, waaronder het recht dat was opgenomen in de Justiniaanse constitutie. Rechtsontwikkelingen vanuit het Romeins recht vinden in veel landen zelfs plaats tot op de dag van vandaag.